# Cesare Poggi
Pour les articles homonymes, voir Poggi.
Cesare Poggi, né en 1802 et mort en 1859, est un peintre italien, actif dans le style néoclassique.

## Biographie
Il est élève de Luigi Sabatelli, mais après 1824 il étudie à Venise et à Rome.
Il est mort à Milan, où il devint membre de l'Académie des peintres.